# Dubrajpur
Dubrajpur è una suddivisione dell'India, classificata come municipality, di 32.752 abitanti, situata nel distretto di Birbhum, nello stato federato del Bengala Occidentale. In base al numero di abitanti la città rientra nella classe III (da 20.000 a 49.999 persone).

## Geografia fisica
La città è situata a 23° 48' 0 N e 87° 22' 60 E e ha un'altitudine di 76 m s.l.m..

## Società

### Evoluzione demografica
Al censimento del 2001 la popolazione di Dubrajpur assommava a 32.752 persone, delle quali 16.923 maschi e 15.829 femmine. I bambini di età inferiore o uguale ai sei anni assommavano a 4.652, dei quali 2.430 maschi e 2.222 femmine. Infine, coloro che erano in grado di saper almeno leggere e scrivere erano 18.387, dei quali 11.028 maschi e 7.359 femmine.